# 折尾警察署
折尾警察署（おりおけいさつしょ）は、福岡県警察が管轄する警察署の一つで、北九州地区に属す。

## 概要
北九州市八幡西区の折尾地区を中心とした西部区域と、中間市、遠賀郡を管轄区域とする警察署である。署長の階級は警視。

## 所在地
- 北九州市八幡西区光明1-6-6

## 管轄区域
- 北九州市八幡西区（八幡西警察署管内を除く西部区域）
- 中間市
- 遠賀郡
  - 芦屋町
  - 岡垣町
  - 遠賀町
  - 水巻町

## 沿革
- 1906年（明治39年）8月 - 若松警察署の分署として「折尾警察分署」設置。
- 1909年（明治42年） - 折尾警察分署が折尾警察署に昇格。
- 1938年（昭和13年） - 折尾駅付近に移転。
- 1948年（昭和23年） - 旧折尾警察署が国家地方警察遠賀地区警察署となる。
- 1954年（昭和29年） - 警察法改正で福岡県折尾警察署となる。
- 1997年（平成9年）3月31日 - 折尾駅近くの旧庁舎から現在地の庁舎に移転。

## 組織
- 総務課
- 会計課
- 留置管理課
- 地域課
- 生活安全課
- 少年課
- 刑事第一課
- 刑事第二課
- 交通課
- 警備課

## 交番・駐在所

### 八幡西区域
- 産業医大前交番 - 北九州市八幡西区医生ヶ丘3-1
- 本城交番 - 北九州市八幡西区本城東1-10-15
- 折尾駅前交番 - 北九州市八幡西区折尾3-1-4
- 則松交番 - 北九州市八幡西区則松3-6-22

### 中間市域
- 中間交番 - 中間市長津1-8-1
- 東中間交番 - 中間市扇ヶ浦4-2-1

### 芦屋町域
- 芦屋交番 - 遠賀郡芦屋町緑ヶ丘4-4

### 水巻町域
- 水巻交番 - 遠賀郡水巻町頃末北4-8-1

### 岡垣町域
- 岡垣交番 - 遠賀郡岡垣町海老津駅前1-2
- 波津駐在所 - 遠賀郡岡垣町大字原670番地

### 遠賀町域
- 遠賀川交番 - 遠賀郡遠賀町遠賀川1-8-2